# الزارة (القطيف)
الزارة أو زارة القطيف هي بلدة أثرية من قرى القطيف القديمة تقع شمال بلدة العوامية، في المنطقة الشرقية من المملكة العربية السعودية. ضُمَّت الزارة قديماً إلى اتخاذها عاصمة بلاد البحرين القديمة وحاضرة الخط طيلة العصر الجاهلي وحتى العصور الإسلامية الأولى. الموقع مسجّل رسمياً كموقع أثري في المملكة عام 1975م، ضمن عمليات مسح شملت مواقع مختلفة في محافظة القطيف وذكرت مديرية المياه في المنطقة الشرقية أن الحي «مدرج ضمن مشروع الدراسات الأولية والتصاميم النهائية لتطوير وتوسعة مرافق المياه والصرف الصحي في محافظة القطيف وقراها ومراكزها. وبعد استكمال الدراسة سوف يكون مشروع الصرف الصحي معداً للطرح على ضوء الاعتمادات المالية اللازمة».

## الموقع والمعالم
تقع بلدة الزارة على واحدٍ من منحنيات الطريق القديم الذي يربط مدينة الدمام برأس تنورة مارّاً بسيهات والقطيف وصفوى، وعند مدخل بلدة العوامية. ويُعتقد أن منطقة الزارة التاريخية تمتد لمسافات متباعدة تفوق في بعض جوانبها ال20 كيلومتراً؛ وذلك لنوعية الفخار الملقى على الأرض من دون أن تسور بعض مناطقها، كالموقع الأثري الواقع غرب مساكن بلدة العوامية.
أكدت مصادر تاريخية أن موقع قرية الزارة التاريخية هو في بلاد البحرين. فجاء في معجم البلدان لياقوت الحموي أن «الزارة قرية كبيرة بالبحرين وفيها مرزبان الزارة». وفي القاموس المحيط للفيروزآبادي: «الزارة بالبحرين وبها عين معروفة». وفي كتاب البلدان للحازمي "قال الأزهري: «عين الزارة بالبحرين معروفة، الزارة قرية كبيرة وكان مرزبان الزارة منها». وقد ذكرها ابن خرداذبة في كتابه المسالك والممالك بأنها من قرى البحرين. وقد خلص حمد الجاسر في تحقيقه لموقعها على أن موقعها هو موقع قرية العوامية وأنها في الأصل محلة من محلاتها.
وجاء في كثير من أوصاف المؤرخين أنها كانت مدينة ساحلية، وأن بها فرضة (ميناء). ذكر المسعودي بأنها تقع على ساحل بحر فارس. ورد في كتاب المناسك أنها «فرضة من فرض البحر. أكثر غلتها النخل والسمك». وأخيراً، يرى مؤرخون أن مدينة الزارة كانت تشمل على مساحة واسعة من الأراضي التي تشكل الآن أغلب مساحة العوامية.
لا يزال في مدينة العوامية حي صغير يدعى بفريق الزارة نسبةً إلى القرية ذاتها. ويتكون من مجموعة من البيوت التي تقع في الناحية الجنوبية الشرقية من المدينة. تحيط بالحي مجموعة من بساتين النخيل، ذكر في صكوك ملكيتها القديمة أنها تقع في أرض الزارة. كما لاتزال في هذا الحي عين تعرف بعين الزارة أو عين الحريف.

### جبل الحريف
مرتفع جبلي يقع في القديح نُسف بالديناميت عام 1369هـ ليستفاد من صخوره في ردم الطريق بين حاضرة القطيف وجزيرة تاروت. اتخذ الجبل شكل الهضبة المسطحة المرتفعة قليلاً عما حولها، وهي مستطيلة الشكل يبلغ طولها من الشمال إلى الجنوب 110 أمتار تقريباً، وأقصى عرض لها من الشرق إلى الغرب 70 متراً أما ارتفاعها فلم يكن يتجاوز 5 أمتار عما حولها، وقد كُسحت هذه الهضبة في الثمانينيات. بُني على موقعها الحالي مركز فقر الدم المنجلي بالقطيف. ويقع جبل الحريف عند نهاية سبخة العوامية الأصلية.
يتكون جبل الحريف من كتلتين صخريتين يشقهما طريق ضيق يوصل إلى العوامية. ويضم الجبل عدة مناطق وأحياء محلية تُسمَّى بريَّة الحريف وهي تقع إلى الجنوب من أرض الزارة بـ100 متر.

### عين الزارة
امتاز جبل الحريف بعين غزيرة الماء تُسمَّى تخرج من الركن الشمالي الغربي مباشرة لها. وكانت تُعرف بعين الحريف نسبة إلى برية الحريف ويعتقد باحثون أن هذه العين هي التي كانت تُعرف قديماً باسم «عين الزارة».

### سوق الزارة
كان سوق الزارة يقع إلى جانب سوق المشقـّر، وهما من أهمّ الأسواق شرق شبه الجزيرة العربية في العصر الجاهلي. إذ كانا يرتبطان بالجزء الخليجي من طريق البخور الذي يربط الصين والهند بالجزيرة العربية من خلال مرفأيْ دارين والعقير شرقاً، وساحل عدن جنوباً.

## التسمية
يظهر أن اسم الزارة كان يلفظ في الأصل «الزأرة» بالألف المهموزة، ثم حذفت بعدها الهمزة تخفيفاً. وهناك مصادر أوردت اسمها بألف مهموزة وآخر بدون همزة. والزأرة لغةً هي الأجمة أي الشجر الكثيف الملتف وهي مأوى السباع، ومن هنا جاء قول بعض اللغويين أن اسم الزأرة مشتق من زئير الأسد.

## التاريخ والآثار
وصفها الشيخ حمد الجاسر قائلاً: «الزأرة، اسم بلدة من أقدم مدن الخط، عرفت ابان ظهور الإسلام، وجُهل تاريخها قبل ذلك، وكانت مقر والي البحرين من قبل الفرس حين كان نفوذهم ممتداً إلى هذه البلاد في العهد الجاهلي» أما المؤرخ محمد سعيد المسلم، فقال عنها أنها: «مدينة مشهورة في التاريخ الإسلامي وكانت حاضرة القطيف وكانت تقع بالقرب من العوامية، وقد خربها أبو سعيد الجنابي نكاية بأهل القطيف المعارضين لحكمه ومبادئه». برز اسم الزارة ضمن مجموعة من الأحداث البارزة في التاريخ الإسلام، كحركتي الردّة والقرامطة. ونقل المؤرخون أن الزارة تعرضت إلى عدوان انتقامي شنّه القرامطة، حيث نقل أنها: «دمّرت تماماً وبقيت خراباً، ثم صارت نخيلاً وأشجاراً وأنهاراً تبعاً للعوامية».
اكتسبت مدينة الزارة أهمية إستراتيجية واقتصادية بالغة. فمن الناحية الإستراتيجية كانت الزارة قاعدة الخط وحُماها وأهم الفرض بها. وقبل كل ذلك كانت عاصمة بلاد البحرين إذ كان يوجد بها مقر ولاة البحرين من قبل الفرس حين كان نفوذهم ممتداً إلى إقليم البحرين في العهد الجاهلي.
يستدل مؤرخون على الكتاب الذي أرسله النبي محمد إلى المنذر من ساوى على أنها عاصمة البحرين حيث أن المنذر بن ساوى «يمثل أهالي اقليم البحرين وأن تمثيله لهم يوضح بأنه زعيم الإقليم وأن زعيم الإقليم لا يمكن أن يكون إلا في عاصمة الإقليم وهي الزارة» وقد أستمر اتخاذ الزارة لولاة البحرين حتى وقت تدميرها في نهاية القرن الثالث الهجري. كانت الزارة تمثل بالنسبة للفرس مركزاً إدارياً هاماً وقاعدة بحرية يشرف منها المزربان على الأسطول الفارسي الذي كان له يداً في مياه الخليج آنذاك. وفي بعض الفترات التاريخية كان نفوذ مزربان الزارة يشمل حتى المدينة ومنطقة تهامة.
إشراف مدينة الزارة على ساحل الخليج العربي أوجد فيها ميناءاً تجارياً كبيراً يعد أهم الموانئ في المنطقة حيث كانت تفد منه وإليه جميع أنواع السفن التجارية محملةً بالبضائع من أهم المناطق التجارية آنذاك. هذا إضافة إلى اتصالها بخطوط التجارة البرية. والزارة كبقية أنحاء إقليم البحرين كانت تتمتع برخاء اقتصادي. إذ كان يرتكز اقتصادها على تجارة التمور والأسماك، إضافة إلى تجارة اللؤلؤ الذي اشتهرت به القطيف. كما عُرفت فيها بعض الصناعات المزدهرة مثل صناعة الرماح الخطية. كان للزارة تحصينات جعلت باحثين يعتقدون أ، ها كانت أقوى مدينة في المنطقة. إذ كان يقال: «حُمى قطيف الخط أو حمى فدك». كما أن صمود الزارة كان طويلاً أمام حصار القرامطة هو الذي حدا بهم إلى حرقها وتدميرها بعد استسلامها.

### بنو ساسان وبنو آرام
في عام 1966 اكتشفت نقوش آرامية في موقع الزارة. دُشّن عقب اكتشافها أعمال تنقيب، كشفت فيما بعد عن ثراء بلدة الزارة بالتحف الأثرية القديمة، والتي كان من بينها أوانٍ تعود إلى عصور ما قبل الإسلام والعصرين الأموي والعبّاسي. كما عُثر على قطع زجاجية تاريخية وعظام حيوانية متجمعة في الموقع.
في بداية 2007، أضافت وحدة الآثار والمتاحف في المنطقة الشرقية اكتشافات جديدة يعود كثير منها إلى الحقبة الساسانية. من خلال بعثة تنقيب قادها مختصّ من الوحدة وتطوّع بدعم تكاليفها رجل أعمال هو زكي الصالح الذي يُعدّ واحداً من المشتغلين بتاريخ المنطقة الشرقية وآثارها منذ أكثر من ربع قرن.

### عصر صدر الإسلام
تُشير المصادر التاريخية إلى أن مدينة الزارة كانت النقطة التي انتشر منها الدين الإسلامي في بلاد البحرين التي كانت ممتدة من جنوب العراق حتى عُمان. فقد أرسل النبيّ محمد، في السنة السادسة للهجرة، كتاباً إلى المنذر بن ساوى، أمير الزارة وقتها، ودعاه إلى الإسلام ليدخل هو وسائر قبائل المنطقة في الدين الجديد طواعية.

## الحياة الفكرية والأدبية
كان موقع بلدة الزارة الجغرافي المطل على البحر قد سهل لها عملية الاتصال والاحتكاك بالأمم والشعوب الأخرى، إضافةً إلى سكنها من قبل أعراق وديانات عديدة، فكان فيها عرب وعجم ومجوس وسبابجة ويهود ونصارى. كان يعقد في الزارة سوقٌ أدبيٌّ من أشهر الأسواق التي عُرفت قبل عصر الإسلام، وكان هذا السوق بمثابة ملتقى أدبي يشارك فيه رجال الشعر والأدب العربي. وقد ورد اسم الزارة في قصائد الشعراء وأشعارهم مثل قول الشاعر أوس بن حجر:
وذكرت أيضاً في شعر شاعر هذيل:

## الأحداث

### حريق الزارة
استمرّت الزارة في موقعها كعاصمة في المراحل التاريخية اللاحقة حتى نشأت الدولة القرمطية التي واجهت مقاومة من السُكان واشتعلت حربٌ ضارية، شملت هدم المدينة وإحراقها بالكامل على يد جيش مؤسس الدولة القرمطية أبي سعيد الجنابي عام 283هـ، وكنتيجة، تهدمت قلعة الزارة. بقيت المساحة المُحيطة بالزارة أطلالاً خاوية حتى بداية القرن الهجري الخامس، حيث تأسست قرية العوامية على يد العوام بن يوسف الزجاج الذي سميت القرية نسبةً إليه. استمرت الزارة اسماً يُطلق على الناحية الشمالية من قرية العوامية. وشيّدت وسطها بيوت خوصية، ثم تطوّرت مع السنوات إلى عدد محدود من المنازل الشعبية والحديثة.

## المشاكل الحالية
ترافعت شكاوى من قبل السكان المحليين للحي لافتقاره إلى الحدّ الأدنى من السلامة الصحية والمرورية. كما تفاقمت مشكلة الصرف الصحي التي حاصرت المنازل بمستنقعات من المياه في شكل سواقٍ زراعية مهملة تتجمّع فيها المخلفات. وعلى ذلك أيضاً سوء إنارة المنطقة وسفلتتها. لكن وزارة الزراعة نفّذت مشروعاً لتحسين الصرف الزراعي في المنطقة، تضمّن تحويل مياه الصرف الزراعي إلى أنابيب تمّ دفنها لتحلّ محل القنوات السابقة.